# Карафа, Джироламо
Джироламо Карафа, маркиз ди Монтенеро (нередко ошибочно: маркиз ди Монтенегро; итал. Girolamo Carafa; 1564[…], Абруцци — 1633[…], Генуя) — итальянский аристократ, испанский и австрийский военачальник, австрийский фельдмаршал (1622), испанский генерал-капитан.

## Биография
Джироламо Карафа родился в 1564 году в семье Ринальдо Карафы — представителя старинного итальянского аристократического рода.
В 14 лет Джироламо отправился в Рим, где получил хорошее образование под руководством своего двоюродного деда, кардинала Антонио Карафы. Вскоре после этого он женился на юной Ипполите Ланнуа, внучке испанского вице-короля Неаполя Шарля де Ланнуа. После этого, несмотря на возражения своей семьи, готовившей его к гражданской карьере, Джироламо в 1587 году поступил на испанскую военную службу. 
Он отправился в Нидерланды, где участвовал в сражениях с голландскими протестантами в войсках под руководством Александра Фарнезе. Затем он сражался против французской армии короля Генриха IV, в том числе в битвах при Лине (1590) и при Руане (1592). 
В 1597 году Карафа принял участие в атаке на Амьен, а затем, после  смерти генерала Порто-Кареро, возглавил испанские силы в захваченном Амьене и руководил его обороной от французских войск. В конце концов, Карафа сдал город французской армии, которыми командовал сам король Генрих IV, на самых почётных условиях: испанские войска получили право покинуть город и отступить на соединение со своими не сдаваясь в плен. Храбрость Карафы вызвала уважение французского короля, о чём он публично высказался после заключения мирного соглашения. 
Затем Карафа снова воевал с протестантами в Нидерландах, и, среди прочего, принимал участие в осаде Остенде. Затем он отправился в Мадрид, но пробыл там весьма недолгое время, после чего отправился в Ломбардию, однако по дороге попал в засаду грабителей и в результате схватки с ними был тяжело ранен.
В дальнейшем, император Фердинанд II пригласил Карафу на австрийскую службу. Карафа согласился и вскоре во главе небольшой армии атаковал самопровозглашённого короля Венгрии Габора Бетлена, заставил его войска отступить и не позволил соединиться с восставшими чехами. Карафа сыграл значительную роль в победе австрийцев в битве при Белой горе в 1620 году. 
В 1620-е годы, Карафа, получивший от императора княжеский титул, служил и сражался в Ломбардии. Однако, не позднее 1630 года он вернулся в Испанию, после чего король Филипп IV назначил его вице-королем и генерал-капитаном Королевство Арагона. Скончался в 1633 году в Генуе.
Карафа был набожным католиком и хорошо образованным человеком. Он говорил на итальянском, испанском и французском языках, читал по-гречески и по-латыни. В то же время,  проявлял интерес к астрологии.